# 볼렌역
볼렌역 또는 볼렌 AG역이라고도 알려져 있다. 스위스 아르가우주의 볼렌 지자체에 있는 기차역이다. 역은 렌츠부르크와 로트크로이츠 사이의 스위스 연방 철도의 표준궤 루퍼스빌-이멘제선에 있다. 아르가우 교통 브렘가르텐–디에티콘선, 1,000mm 표준궤 노선은 도로변 트램웨이 SBB 플랫폼 반대편 플랫폼에서 끝난다.

## 운행편
다음 서비스는 볼렌에서 정차한다.
- 취리히 S-반 :
  - S17: 디에티콘
  - S42: 무리 AG와 취리히 중앙역 사이의 러시아워 서비스.
- 아르가우 S-반 :
  - S25: 무리 AG와 브루크 AG.
  - S26: 렌츠부르크역에서 로트크로이츠역까지 운행하며, 다른 모든 열차는 렌츠부르크에서 올텐까지 운행

S17을 제외한 모든 열차는 루퍼스빌-이멘제선을 운행하며, S17은 브렘가르텐-디에티콘선을 운행한다.